# Xã Rusco, Quận Buffalo, Nebraska
Xã Rusco (tiếng Anh: Rusco Township) là một xã thuộc quận Buffalo, tiểu bang Nebraska, Hoa Kỳ. Năm 2010, dân số của xã này là 246 người.